# Золотавцево
Золотавцево — деревня в Великоустюгском районе Вологодской области.
Входит в состав Юдинского сельского поселения, с точки зрения административно-территориального деления — в Юдинский сельсовет.
Расстояние по автодороге до районного центра Великого Устюга — 2 км, до центра муниципального образования Юдино — 4 км. Ближайшие населённые пункты — Красное Поле, Слободка, Хорхорино.
По переписи 2002 года население — 354 человека (171 мужчина, 183 женщины). Преобладающая национальность — русские (99 %).